# Charles Parsons
Charles Algernon Parsons (ur. 13 czerwca 1854 w Londynie, zm. 11 lutego 1931 w Kingston na Jamajce) – brytyjski inżynier, wynalazca, najbardziej znany jako konstruktor turbiny parowej, nazwanej jego nazwiskiem. Laureat Medalu Copleya.

## Życiorys
Charles Parsons był czwartym synem Williama Parsonsa, 3. hrabiego Rosse, znanego astronoma pochodzenia irlandzkiego. Po uzyskaniu podstaw edukacji dzięki domowym nauczycielom w rodzinnej posiadłości Birr Castle, w 1871 roku rozpoczął studia w Trinity College w Dublinie, by po dwóch latach przenieść się do St John’s College na Uniwersytecie Cambridge . Po uzyskaniu dyplomu z matematyki i mechaniki, w 1877 roku podjął pracę w firmie W. G. Armstrong w Elswick. Spędził tam cztery lata, rozwijając między innymi konstrukcje maszyn parowych. Kolejną firmą w karierze Charlesa Parsonsa były zakłady Kitson & Co. w Leeds. Tam z kolei poświęcił się opracowywaniu projektów torped napędzanych silnikami rakietowymi.
W 1884 roku przystąpił jako wspólnik do firmy Clarke, Chapman & Co. w Gateshead. Został szefem działu elektrycznego, pracując nad konstrukcją generatora elektrycznego dla jednostek pływających. Wynalazek Parsonsa: turbogenerator współpracujący z turbiną parową, został opatentowany 23 kwietnia 1884 roku. Cztery lata później opuścił spółkę, zakładając w 1889 roku swą własną firmę, C. A. Parsons & Co., produkującą turbogeneratory dla elektrowni w Newcastle upon Tyne. Dotychczasowe patenty pozostały własnością Clarke, Chapman & Co. (Parsons odkupił je w 1894 roku), więc swe prace nad turbinami musiał zaczynać od początku.
Po kilku latach eksperymentów kolejna firma, Parsons Steam Marine Turbine Company, zbudowała w 1894 roku eksperymentalny jacht "Turbinia", napędzany turbinami parowymi. Pierwsze próby nie przyniosły spodziewanych efektów, głównie na skutek problemów z nieznanym wówczas zjawiskiem kawitacji. Po zmianach układu napędu i rodzaju śrub, jacht osiągnął prędkość ponad 34 węzłów. Spektakularna prezentacja możliwości jednostki podczas rewii morskiej z okazji diamentowego jubileuszu królowej Wiktorii na redzie Spithead 26 czerwca 1897 roku przyniosła firmie Parsonsa zamówienie na eksperymentalny niszczyciel o napędzie turbinowym, HMS "Viper", który wszedł do służby w 1900 roku. Rok później zbudowano pierwszy statek cywilny z nowym napędem, TS "King Edward".
Poza mechaniką, Charles Parsons przejawiał również zainteresowanie optyką. Posiadał znaczące udziały w dwóch przedsiębiorstwach tej branży: londyńskim Ross Ltd. oraz produkującą teleskopy Howard Grubb & Sons w Newcastle.
Osiągnięcia Charlesa Parsonsa przyniosły mu uznanie: w 1898 roku został członkiem Royal Society, w 1911 roku otrzymał szlachectwo, zaś w 1927 został odznaczony Orderem Zasługi. Zmarł 11 lutego 1931 roku na pokładzie statku "Duchess of Richmond" w porcie w Kingston na Jamajce. Jego przedsiębiorstwo, Parsons Steam Marine Turbine, przetrwało do dziś jako część koncernu Siemens AG.